# Cuíña (Ortigueira)
Cuíña (llamada oficialmente Santiago de Cuíña) es una parroquia española del municipio de Ortigueira, en la provincia de La Coruña, Galicia.
La parroquia está atravesada por la carretera autonómica AC-862, que va de ferrol hacia Viveiro. En la antigua escuela, ubicada en A Clara, al borde de la carretera, se halla actualmente la sede de la policía municipal de Ortigueira y la sede del GRUMIR de protección civil. También en ella está ubicado el polígono industrial de Ortigueira, único de la comarca del Ortegal. Gestionado por Xestur Galicia, tiene la denominación de Parque Empresarial A Rega (PE-215-Ortigueira)
Como nota destacada, en la zona de A Lagarea, a la entrada de la villa de Ortigueira, hay un eucalipto centenario, cuya edad se calcula según fuentes orales en 160 años, es decir, habría sido plantado en torno a 1860.

## Entidades de población
Entidades de población que forman parte de la parroquia:
- A Clara
- A Encrucelada
- A Igrexa
- A Penaoseira
- A Preta
- A Rega
- A Rúa
- Calzadas (As Calzadas)
- Camporrozado
- Cancelo de Acó
- Cancelo de Aló
- Casavella
- Lagarea (A Lagarea)
- Lavandeira (A Lavandeira)
- Miudelos
- Montemeao
- O Barral
- O Burgo
- O Conde
- O Lagar
- O Nogueirido
- O Penal
- O Pormellor
- O Prado
- O Souto
- Os Amieiros
- Os Currás
- Pereira
- Rabo de Gato
- Reñalde
- Salgueiro de Baixo (Salgueiro de Abaixo)
- Salgueiro de Riba (Salgueiro de Arriba)
- Santiago
- Soborribas
- Valella de Baixo (Valella de Abaixo)
- Valella de Riba (Valella de Arriba)

## Despoblados
- A Areosa
- O Fabeiro
- O Meixón
- Sanguiñedo
- Valescura

## Demografía
| Gráfica de evolución demográfica de Cuíña entre 2000 y 2019 |
|                                                             |
| Datos según el nomenclátor publicado por el INE.            |